# Ixodes lewisi
Ixodes lewisi este o specie de căpușe din genul Ixodes, familia Ixodidae, descrisă de Joseph Charles Arthur în anul 1965. Conform Catalogue of Life specia Ixodes lewisi nu are subspecii cunoscute.